# Station Brześć Kujawski
Station Brześć Kujawski is een spoorwegstation in de Poolse plaats Brześć Kujawski.